# ويكيبيديا اليونانية
ويكيبيديا اليونانية (باليونانية: Ελληνική Βικιπαίδεια)‏ هي النسخة اليونانية من موسوعة ويكيبيديا، أطلقت في 1 ديسمبر 2002.

## مسار التقدم
أنشئت ويكيبيديا اليونانية في 4 ديسمبر 2002. في 16 مايو 2006 وصلت إلى 10000 مقالة. في 10 أكتوبر 2006 وصلت إلى 15000 مقالة، في حين وصلت في 17 مارس 2007 إلى 20000 مقال. في هذه الفترة، كانت تنشئ 30 مقالة جديدة كل يوم، بينما كان هناك 50 مستخدمًا نشطًا. وفي ديسمبر من ذلك العام وصلت ويكيبيديا اليونانية إلى 30 ألف مقالة، بينما وصلت في 14 فبراير 2009 إلى 40 ألف مقالة. بعد أربعة عشر شهرًا، في 10 أبريل 2010، وصلت عدد المقالات إلى 50000 مقال ؛ وبعد أحد عشر شهرًا، في 8 مارس 2011، وصلت عدد المقالات إلى 60 ألف مقالة. في فبراير 2012، كان لديها 70000 مقالة، بينما وصلت بعد 252 يومًا إلى 80000 مقالة.
في يوليو 2013 وصلت إلى 90 ألف مقالة، وبعد 271 يومًا وصلت إلى 100 ألف مقالة، وبعد 195 يومًا وصلت إلى 110 ألف مقالة. في 11 يوليو 2016، بعد 629 يومًا، وصل العدد إلى 120 ألف مقالة، بسبب إعادة فرز المقالات في أواخر مارس 2015 أزليت العديد من امقالات المخالفة. ونتيجة لذلك، انخفض عدد المقالات إلى 105500 مقالة، بينما كان قبل الفرز 119500 مقالة. تحافظ ويكيبيديا اليونانية على وتيرة نمو تبلغ حوالي 15000 مقالة سنويًا.
| عدد المقالات | التاريخ        | الأيام الفاصلة |
| ------------ | -------------- | -------------- |
| 1            | 1 ديسمبر 2002  |                |
| 10,000       | 16 مايو 2006   | 1262           |
| 20,000       | 17 مارس 2007   | 305            |
| 30,000       | 27 ديسمبر2007  | 285            |
| 40,000       | 14 فبراير 2009 | 415            |
| 50,000       | 10 أبريل 2010  | 420            |
| 60,000       | 8 مارس 2011    | 332            |
| 70,000       | 22 فبراير 2012 | 351            |
| 80,000       | 1 نوفمبر 2012  | 254            |
| 90,000       | 12 يوليو 2013  | 252            |
| 100,000      | 9 أبريل 2014   | 271            |
| 110,000      | 21 أكتوبر 2014 | 195            |
| 120,000      | 11 يوليو 2016  | 629            |
| 130,000      | 18 أبريل 2017  | 281            |
| 140,000      | 23 نوفمبر 2017 | 219            |
| 150,000      | 1 أغسطس 2018   | 250            |
| 160,000      | 17 مارس 2019   | 227            |
| 170,000      | 9 نوفمبر 2019  | 238            |
| 180,000      | 24 يوليو 2020  | 259            |
| 190,000      | 21 مارس 2021   | 249            |

## الإحصائيات
| القراءة (يناير 2021) | القراءة (يناير 2021) | القراءة (يناير 2021) | القراءة (يناير 2021) | القراءة (يناير 2021) |
| -------------------- | -------------------- | -------------------- | -------------------- | -------------------- |
|                      |                      |                      |                      |                      |
| اليونان              | اليونان              |                      | 72%                  | 72%                  |
| قبرص                 | قبرص                 |                      | 3%                   | 3%                   |
| ألمانيا              | ألمانيا              |                      | 1%                   | 1%                   |
| آخر                  | آخر                  |                      | 24%                  | 24%                  |

اعتبارًا من مايو 2019، يزور ويكيبيديا اليونانية عادة ما بين 5,500,000 إلى 6,500,000 جهاز جديد شهريًا، أي ما يبلغ 440,000 جهاز يوميًا.
تعود معظم مشاهدات الموسوعة لليونان. تأتي باقية مشاهدات الموسوعة من قبرص وألمانيا والولايات المتحدة والمملكة المتحدة ودول أخرى. اعتبارًا من مايو 2019، كانت اليونان هي مصدر الجزء الأكبر من مشاهدات الصفحة، كونها مصدر ما يقرب من 27,000,000 مشاهدة من 32,500,000 في نفس الشهر.
اعتبارًا من مايو 2019، تتلقى ويكيبيديا اليونانية ما يقرب من 30,000,000 مشاهدة شهريًا. منذ عام 2017، بلغ معدل النمو السنوي للموسوعة 15000 مقالة سنويًا، في حين بلغ متوسط النمو الشهري 1.020-1.300 مقالة شهريًا.
| عدد المستخدمين المسجلين | عدد المستخدمين النشيطين | عدد المقالات | صفحات المحتوى | عدد التعديلات | عدد الملفات المرفوعة | عدد الإداريين |
| ----------------------- | ----------------------- | ------------ | ------------- | ------------- | -------------------- | ------------- |
| 452٬090                 | 902                     | 252٬854      | 720٬905       | 11٬081٬159    | 19٬155               | 22            |

## في الصحافة
في الصحافة، يُشار إلى ويكيبيديا على أنها مصدر جيد للمعلومات. ومع ذلك، فإنها تنتقد بشكل دوري لوجود وجهة نظر غير محايدة في المقالات المتعلقة بالسياسة. أيضًا، تلقت ويكيبيديا اليونانية تغطية مكثفة من الصحافة اليونانية لبعض أعمالها، مثل الذكرى السنوية العاشرة لتأسيسها. بالإضافة إلى ذلك، غالبًا ما يتم تضمين المقالات الكاملة من ويكيبيديا اليونانية أو أجزاء منها في المقالات الإخبارية والمواقع الإلكترونية الأخرى باللغة اليونانية.

## معرض صور

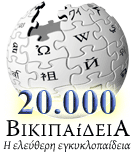
شعار خاص بمناسبة إنشاء المقالة رقم 20,000
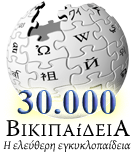
شعار خاص بمناسبة إنشاء المقالة رقم 30,000
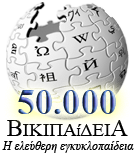
شعار خاص بمناسبة إنشاء المقالة رقم 50,000
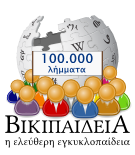
شعار خاص بمناسبة إنشاء المقالة رقم 100,000
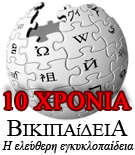
شعار خاص للاحتفال بالذكرى العاشرة لتأسيس ويكيبيديا اليونانية

## قراءات إضافية
- Εύη Γκολώνη (Evi Goloni), Wikipedia. Η διαδικτυακή εγκυκλοπαίδεια ενηλικιώνεται (Wikipedia. The Internet encyclopedia becomes an adult), Popular Science, τ. (volume) 44, page 23, May 2006).
- Ανδρονίκη Κολοβού (Androniki Kolovu), "Wikipedia" Η ελεύθερη διαδικτυακή εγκυκλοπαίδεια για τους λάτρεις της γνώσης (Wikipedia, the free Internet encyclopedia for knowledge lovers), τεύχος (volume) "Η ζωή μας" (our life), ΠΡΩΤΟ ΘΕΜΑ (Proto Thema), 2 July 2006.
- Ηλίας Μαγκλίνη (Ilias Maglini), Η παγκόσμια κοινότητα της Wikipedia, Ελληνικά: πλούτος και σκουπίδια (The global community of Wikipedia, Hellenic: wealth and trash), Η Καθημερινή (I Kathimerini), ένθετο (submagazine) Τέχνες και Γράμματα (Arts and letters), 20 August 2006).
- Εύη Ελευθεριάδου (Evi Eleftheriadu), Οι Έλληνες της Βικιπαίδειας (The Hellenes of Wikipedia), ένθετο (submagazine) "Ορίζοντες" (Horizons), Τα Νέα, 13 December 2006.